# リンデン (ニュージャージー州)
リンデン（英: Linden）は、アメリカ合衆国ニュージャージー州のユニオン郡にある都市。人口は4万3738人（2020年）。ニューヨーク郊外のベッドタウンである。マンハッタンの南西21キロメートル、スタテンアイランドの向かいに位置している。

## 歴史
リンデンは当初1861年3月4日に、エリザベス、ラーウェイ、ユニオン・タウンシップの一部から、リンデンタウンシップとして形成された。このタウンシップの一部が1871年3月14日にクランフォード創設に、1882年3月30日にはリンデンボロ、1894年12月20日にはローゼルに使われた。リンデンそのものは1923年11月8日に行われた住民投票の結果に基づき、1925年1月1日にニュージャージー州議会の法により、リンデン・タウンシップとリンデンボロを合わせて、市として法人化された。

## 地理
リンデンは北緯40度37分31秒 西経74度14分16秒 / 北緯40.62523度 西経74.237823度 (40.62523,-74.237823)に位置している。アメリカ合衆国国勢調査局に拠れば、市域全面積は11.407 平方マイル (29.545 km2)であり、このうち陸地10.675 平方マイル (27.648 km2)、水域は0.732 平方マイル (1.897 km2)で水域率は6.42%である。

## 人口動態

### 2010年国勢調査
以下は2010年の国勢調査による人口統計データである。
| 基礎データ - 人口: 40,499人 - 世帯数: 14,909世帯 - 家族数: 10,272家族 - 人口密度: 1,464.8人/km2（3,793.8人/mi2） - 住居数: 15,872軒 - 住居密度: 574.1軒/km2（1,486.8軒/mi2） 人種別人口構成 - 白人: 59.15% - アフリカン・アメリカン: 26.88% - ネイティブ・アメリカン: 0.29% - アジア人: 2.71% - 太平洋諸島系: 0.02% - その他の人種: 7.57% - 混血: 3.37% - ヒスパニック・ラテン系: 24.93% | 年齢別人口構成 - 18歳未満: 21.8% - 18-24歳: 9.2% - 25-44歳: 28.0% - 45-64歳: 27.6% - 65歳以上: 13.4% - 年齢の中央値: 39歳 - 性比（女性100人あたり男性の人口） - 総人口: 91.1 - 18歳以上: 87.7 世帯と家族（対世帯数） - 18歳未満の子供がいる: 29.9% - 結婚・同居している夫婦: 45.1% - 未婚・離婚・死別女性が世帯主: 17.6% - 非家族世帯: 31.1% - 単身世帯: 26.2% - 65歳以上の老人1人暮らし: 11.0% - 平均構成人数 - 世帯: 2.70人 - 家族: 3.27人 | 収入と家計（2006年から2010年のアメリカン・コミュニティ・サーベイ統計） - 収入の中央値 - 世帯: 55,859米ドル - 家族: 64,439米ドル - 性別 - 男性: 45,890米ドル - 女性: 39,288米ドル - 人口1人あたり収入: 27,011米ドル - 貧困線以下 - 対人口: 7.5% - 対家族数: 5.9% - 18歳未満: 12.1% - 65歳以上: 8.1% |

### 2000年国勢調査
以下は2000年の国勢調査による人口統計データである。
| 基礎データ - 人口: 39,394 人 - 世帯数: 15,052 世帯 - 家族数: 10,084 家族 - 人口密度: 1,407.0人/km2（3,645.5 人/mi2） - 住居数: 15,567 軒 - 住居密度: 556.0軒/km2（1,440.6 軒/mi2） 人種別人口構成 - 白人: 66.08% - アフリカン・アメリカン: 22.80% - ネイティブ・アメリカン: 0.14% - アジア人: 2.35% - 太平洋諸島系: 0.04% - その他の人種: 4.88% - 混血: 3.71% - ヒスパニック・ラテン系: 14.40% | 年齢別人口構成 - 18歳未満: 22.5% - 18-24歳: 8.2% - 25-44歳: 30.4% - 45-64歳: 22.7% - 65歳以上: 16.3% - 年齢の中央値: 38歳 - 性比（女性100人あたり男性の人口） - 総人口: 90.4 - 18歳以上: 85.2 世帯と家族（対世帯数） - 18歳未満の子供がいる: 29.0% - 結婚・同居している夫婦: 46.7% - 未婚・離婚・死別女性が世帯主: 15.3% - 非家族世帯: 33.0% - 単身世帯: 27.9% - 65歳以上の老人1人暮らし: 13.6% - 平均構成人数 - 世帯: 2.60人 - 家族: 3.21人 | 収入と家計 - 収入の中央値 - 世帯: 46,345米ドル - 家族: 54,903米ドル - 性別 - 男性: 39,457米ドル - 女性: 30,395米ドル - 人口1人あたり収入: 21,314米ドル - 貧困線以下 - 対人口: 6.4% - 対家族数: 5.0% - 18歳未満: 8.1% - 65歳以上: 7.8% |

## 政府と政治

### 市政府

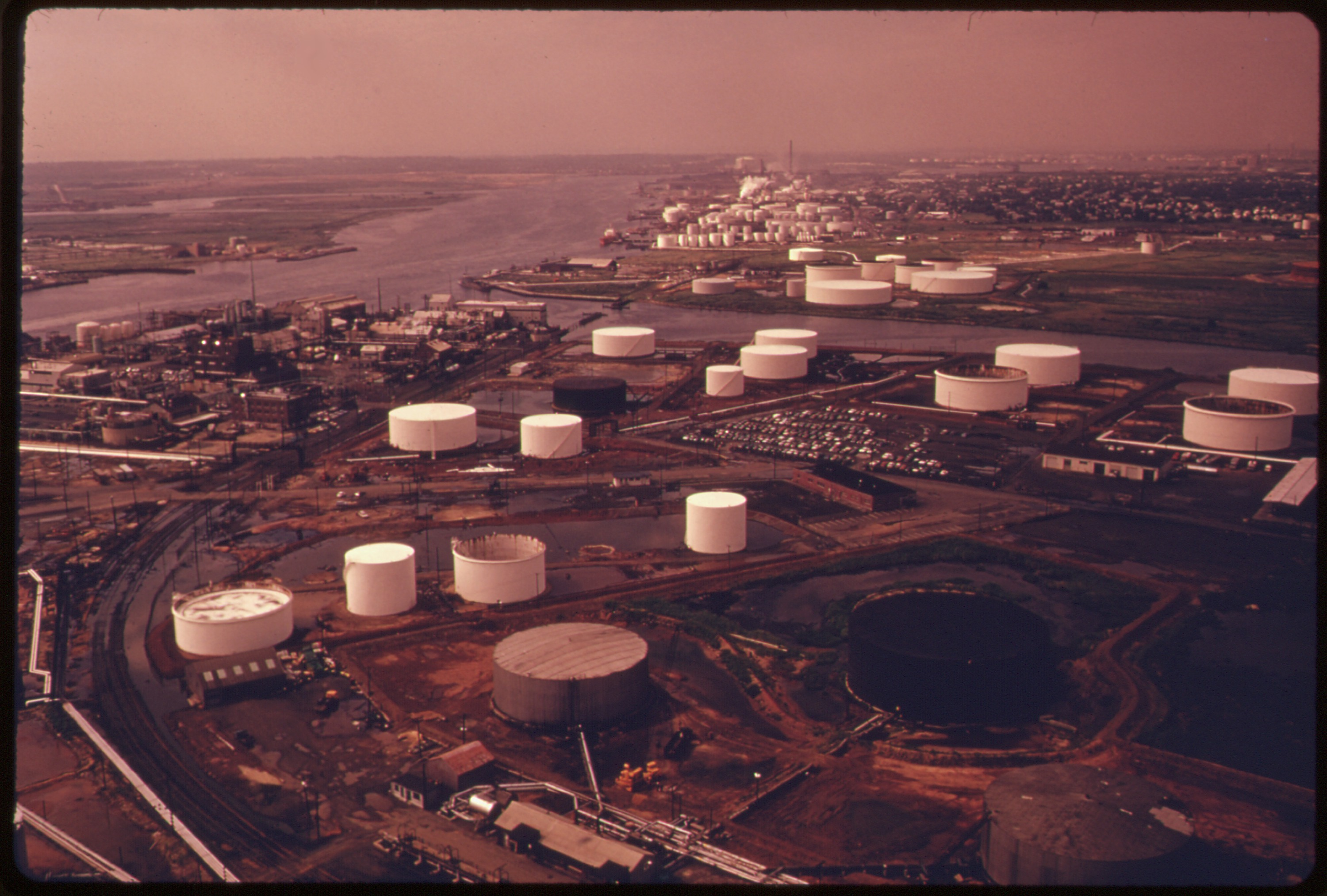
1974年のリンデン

リンデン市はニュージャージー州議会が定めた市の政府形態を採っており、1人の市長と11人の委員による市政委員会が統治している。市全体を選挙区に選ばれる市長と市政委員会委員長の任期は4年間である。委員会の他の10人は小選挙区から選ばれ、任期は3年間、毎年2人あるいは4人が改選される。
ジョン・T・グレゴリオは2006年12月31日までの、連続ではない30年間、リンデン市長を務めた。その間には重罪で有罪となり、後に恩赦を受け、2期市長から遠ざかった期間もあり、繰り返しスキャンダルに悩まされた。

### 連邦、州、郡の政府機関
リンデンはアメリカ合衆国下院ニュージャージー州第10選挙区に属している。州議会では第22選挙区に入っている。
ユニオン郡は9人の委員で構成される郡政委員会が統治している（ニュージャージー州では "Board of Chosen Freeholders" と呼ばれる）。郡全体を選挙区に党派選挙で選出される。任期は3年間である。毎年3人が改選される。毎年1月始めに開かれる委員会で、その年の委員長と副委員長を互選する。郡マネジャーが指名され、日々の運営管理を行っている。

### 政治
2011年3月23日時点で、リンデン市には有権者が21,498人登録されており、その内11,831人（55.0%）は民主党、1,319 人（6.1%）は共和党、8,339 人（38.8%）は無党派だった。他の政党で登録したのは5人のみだった。2010年の統計では、市民の53.1%が有権者登録し、18歳以上では67.9%だった。
2012年アメリカ合衆国大統領選挙では、民主党のバラク・オバマが総投票数15,303 のうち11,213 票、73.3%を獲得し、共和党のミット・ロムニーは3,814 票、24.9%、その他の候補が135票、0.9%だった。登録有権者数は22,753 人、投票率は67.3%だった。
2008年アメリカ合衆国大統領選挙では、民主党のバラク・オバマが総投票数16,142 のうち10,728 票、66.5%を獲得し、共和党のジョン・マケインは5,037 票、31.2%、その他の候補が162票、1.0%だった。登録有権者数は22,266 人、投票率は72.5%だった。
2004年アメリカ合衆国大統領選挙では、民主党のジョン・ケリーが9,222 票、64.0%を得て、共和党のジョージ・W・ブッシュの4,966 票、34.4%を上回った。その他の候補は116票、0.8%、登録有権者数は20,596 人、投票数14,419 票、投票率は70.0%だった。
2009年ニュージャージー州知事選挙では、民主党のジョン・コーザインが5,429 票、57.8%を獲得し、共和党のクリス・クリスティの3,272 票、34.8%に勝利した。独立系のクリス・ダゲットが452票、4.8%、その他の候補者hが98票、1.0%だった。登録有権者数は21,742 人、投票数9,390 票、投票率は43.2% だった。

## 教育

### 公立学校
市内の公立学校はリンデン公共教育学区が運営しており、幼稚園前から12年生（高校生）までを教えている。2010年から2011年の教育年度で、地区内には11の学校があり、小学校8校、中学校2校、高校1校である。

### 私立学校
- センツメアリー・アンド・エリザベス・アカデミー、カトリック系、ローマ・カトリック・ニューアーク大教区の管轄[38]
- シナイ・クリスチャン・アカデミー[39]
- イェシバ・ゲドラ・ジクロン・レイマ / コレル・ジクロン・イェチェズケル

## 交通

### 主要高規格道路
リンデン市内はアメリカ国道1号線と同9号線の合流道路、とニュージャージー州道27号線が通っている。自動車専用道路としては、ガーデン・ステイト・パークウェイが市境の西約500フィート (150 m) を通っている。州間高速道路278号線の西端であり、この道路はニューヨーク市の5つの区全てを抜けている。ニュージャージー・ターンパイク（州間高速道路95号線）は、市の東部を南北に抜けており、エリザベス市との市境にある出口に向かう道が幾つかある。

### 公共交通機関
公共交通はニュージャージー・トランジットが担当しており、エリザベス、パースアンボイ、ニューアークに向かうバス路線がある。系統番号112と115のバス便はミッドタウン・マンハッタンの港湾局バスターミナルと往復している。系統番号62と94の路線はニューアークに向かい、系統番号56と57は市内を走っている。
ニュージャージー・トランジットのニュージャージー海岸線と北東回廊線のリンデン駅から、北はニューアーク・ペン駅、セカーカス・ジャンクション駅、ニューヨーク市ペン駅に、南行きはトレントン交通センターに行くことができ、それらから更に他の線に乗り換えできる。

### 空港
リンデン空港は小さな一般用途空港であり、市の東部アメリカ国道1号線沿いにある代替空港である。1942年にアメリカ海軍のために建設され、グラマンF4Fワイルドキャットの開発と試験に利用された。第二次世界大戦終戦後にリンデン市に移管された。ニューアーク・リバティ国際空港は約15分の距離にある。

## 工業
リンデン市の東部はアーサー・キル沿いにあり、船舶が航行可能な水路なので、ニューヨーク・ニュージャージー港の貨物輸送に重要な役割を果たしている。
エリザベス市と共に、コノコフィリップスのベイウェイ精製所があり、ニューヨーク州とニュージャージー州の地域に石油製品を供給している。石油精製量は1日230,000 バーレル (37,000 m3/d) であり、東海岸では第2位、国内でも25位以内に入る大きな施設である。
20世紀半ば、リンデンにはリーガル・レコードとデラックス・レコードの本社があり、20世紀後半にはスプリングボード・インターナショナル・レコードがあった。
1937年から2005年には、ゼネラルモーターズのリンデン組立工場があった。この工場でオールズモビル、ポンティアック、ビュイックなどの車種を生産したが、第二次世界大戦時には航空機も生産した。2008年春の時点で、100エーカーを7,650万米ドルで購入したデューク・リアルティ・コーポレーションの再開発のために、建物の大半が壊されてきた。
西のラーウェイとの市境には世界最大級の薬品会社メルク・アンド・カンパニーがある。2003年、この地での100周年を祝った。

## 大衆文化の中で
2008年のミッキー・ロークの映画『レスラー』の幾つかのシーンはリンデンで撮影された。この映画はアカデミー賞の幾つかの部門にノミネートされた。